# Szeroka Przełęcz Jaworzyńska
Szeroka Przełęcz Jaworzyńska, Szeroka Przełęcz (słow. Široké sedlo, niem. Širokasattel, Siroka-Sattel, węg. Siroka-nyereg) – przełęcz położona na wysokości ok. 2039 m n.p.m. w słowackich Tatrach Wysokich. Znajduje się w bocznej grani odchodzącej od Małego Jaworowego Szczytu na północny zachód. Oddziela masyw Szerokiej Jaworzyńskiej od Zielonej Czuby, końcowego szczytu Jaworowej Grani, a dokładniej jej łagodniejszej części – Jaworowych Wierchów. Po zachodniej stronie przełęczy znajduje się Litworowy Żleb, po wschodniej – Dolina Zielona Jaworowa.
Jest to rozłożysta, trawiasta przełęcz stanowiąca dogodne połączenie między Doliną Białej Wody a Doliną Jaworową, niegdyś wykorzystywana przez myśliwych. W latach międzywojennych przez pewien czas wiodła na nią znakowana ścieżka z Doliny Jaworowej. Obecnie znajduje się w rezerwacie ścisłym TANAP-u, więc nie prowadzą na nią żadne znakowane szlaki turystyczne.
Nazwa Szerokiej Przełęczy nie pochodzi od kształtu jej siodła, lecz od nazwy Szerokiej Jaworzyńskiej. Przymiotnik Jaworzyńska dodaje się w celu odróżnienia od Szerokiej Przełęczy Bielskiej, która znajduje się w Tatrach Bielskich.